# Levasy, Missouri
Levasy, Missouri (енгл. Levasy) град је у америчкој савезној држави Мисури.

## Демографија
По попису из 2010. године број становника је 83, што је 25 (-23,1%) становника мање него 2000. године.
| Група             | 2000.       | 2010.      |
| Белци             | 107 (99,1%) | 78 (94,0%) |
| Афроамериканци    | 0 (0,0%)    | 0 (0,0%)   |
| Азијати           | 0 (0,0%)    | 0 (0,0%)   |
| Хиспаноамериканци | 0 (0,0%)    | 3 (3,6%)   |
| Укупно            | 108         | 83         |